# Joaquim Dionísio
Joaquim Proença Dionísio (ur. 11 września 1968 w Cimbres) – portugalski duchowny rzymskokatolicki, biskup pomocniczy Porto od 2023.

## Życiorys
Święcenia kapłańskie otrzymał 31 lipca 1993 i został inkardynowany do diecezji Lamego. Pracował głównie jako duszpasterz parafialny. Od 2002 był także wykładowcą seminarium w Lamego, a w latach 2013–2020 był jego rektorem. W latach 2005–2014 kierował diecezjalnym ośrodkiem ds. pomocy społecznej.
26 maja 2023 papież Franciszek mianował go biskupem pomocniczym diecezji Porto, ze stolicą tytularną Parthenia. Sakry udzielił mu 16 lipca 2023 biskup António Couto.